# Zofia Halota
Zofia Halota (ur. 24 października 1932 w Warszawie, zm. 6 czerwca 2010 tamże) – polska dziennikarka, realizatorka, scenarzystka i reżyserka filmów dokumentalnych i  reportaży telewizyjnych, członek Stowarzyszenia Filmowców Polskich i  Stowarzyszenia Dziennikarzy Polskich.

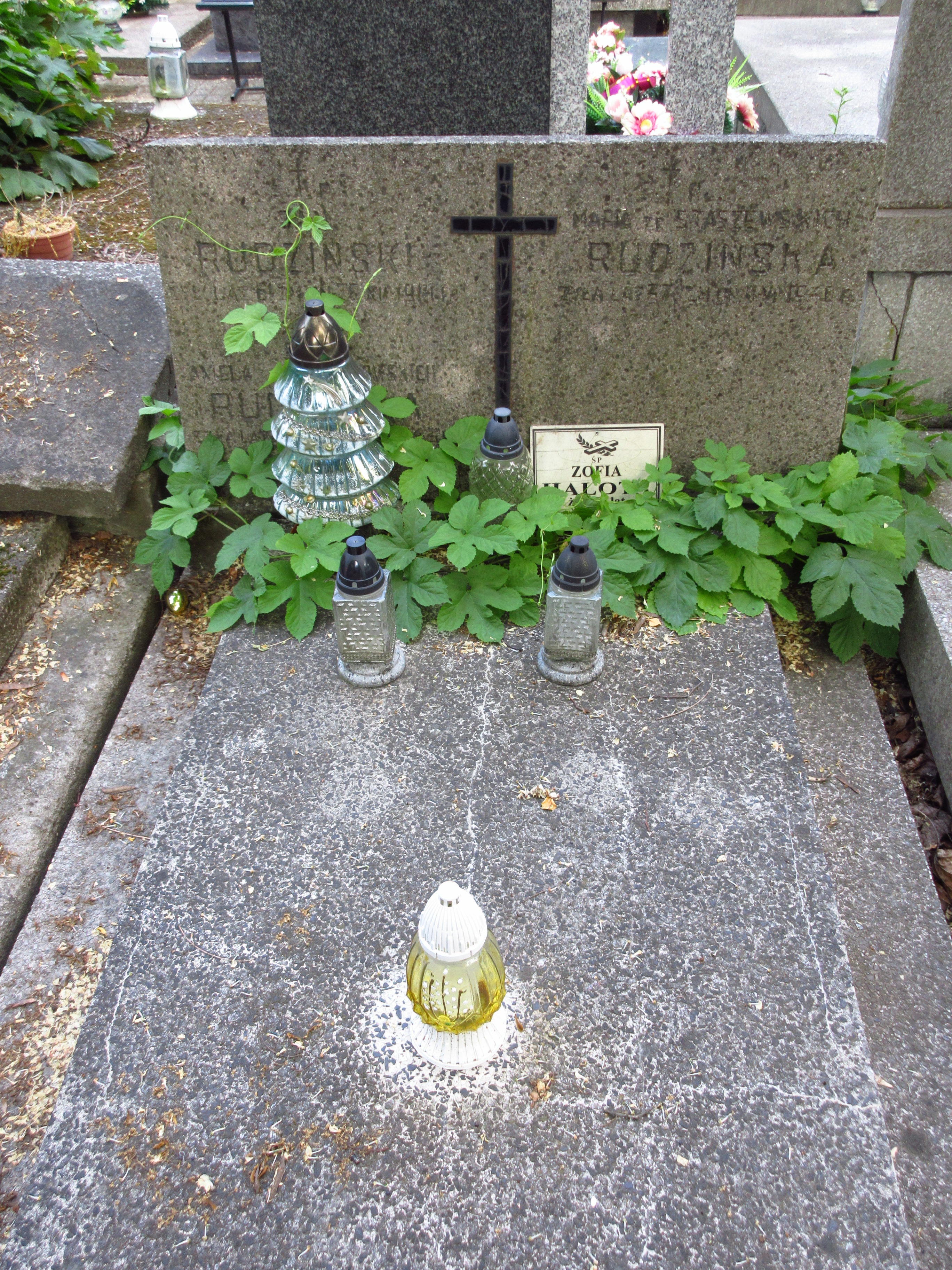
Grób Zofii Haloty na Cmentarzu Bródnowskim.

Zajmowała się tworzeniem programów o tematyce historycznej i kulturalnej, była autorką programów dla szkół, współpracowała z magazynem „Pegaz”, „Skarbiec”, „Gościniec”. Stworzyła cykl programów dokumentalnych "Ocalić od zapomnienia". Pochowana na cmentarzu Bródnowskim w Warszawie (kwatera 71D-6-22).

## Wybrana filmografia
- ”Cmentarz Powązkowski” (1971) scenariusz i realizacja
- ”Drewniane miasteczka” (1973) realizacja
- ”Kandydat do Nagrody Kowalskich” (1975) reżyseria
- ”Portret z okruchów wspomnień” (1977) reżyseria
- ”Doktor z Milanówka” (1978) scenariusz i realizacja
- ”Droga na Olimp” (1980) realizacja
- ”Pawilon nadziei” (1986) reżyseria i scenariusz
- „Na jednej linie”  (1988) reżyseria i scenariusz
- ”Malarz z Sędzikowa” (1999) scenariusz i realizacja

## Nagrody
- PF o Sztuce w Zakopanem, III Nagroda "Brązowy Pegaz" za film „Portret z okruchów wspomnień”  (1978)
- Muzealny Przegląd Filmów w Kielcach, Nagroda Generalnego Konserwatora Zabytków za filmów „Kandydat do Nagrody Kowalskich”
- Muzealny Przegląd Filmów w Kielcach, I Nagroda za film „Drewniane miasteczka”